# چاه غلامحسین
چاه غلامحسین، روستایی در دهستان چاه دادخدا بخش چاه دادخدا شهرستان قلعه‌گنج در استان کرمان ایران است.
این روستا در ۳ کیلومتری شهر چاه دادخدا واقع شده است.

## جمعیت
بر پایه سرشماری عمومی نفوس و مسکن در سال ۱۳۹۵، جمعیت این روستا برابر با ۳۱۲ نفر (۸۶ خانوار) بوده‌است.